# Lacerta mosorensis
Lacerta mosorensis este o specie de șopârle din genul Lacerta, familia Lacertidae, ordinul Squamata, descrisă de Kolombatovic 1886. Conform Catalogue of Life specia Lacerta mosorensis nu are subspecii cunoscute.

## Galerie

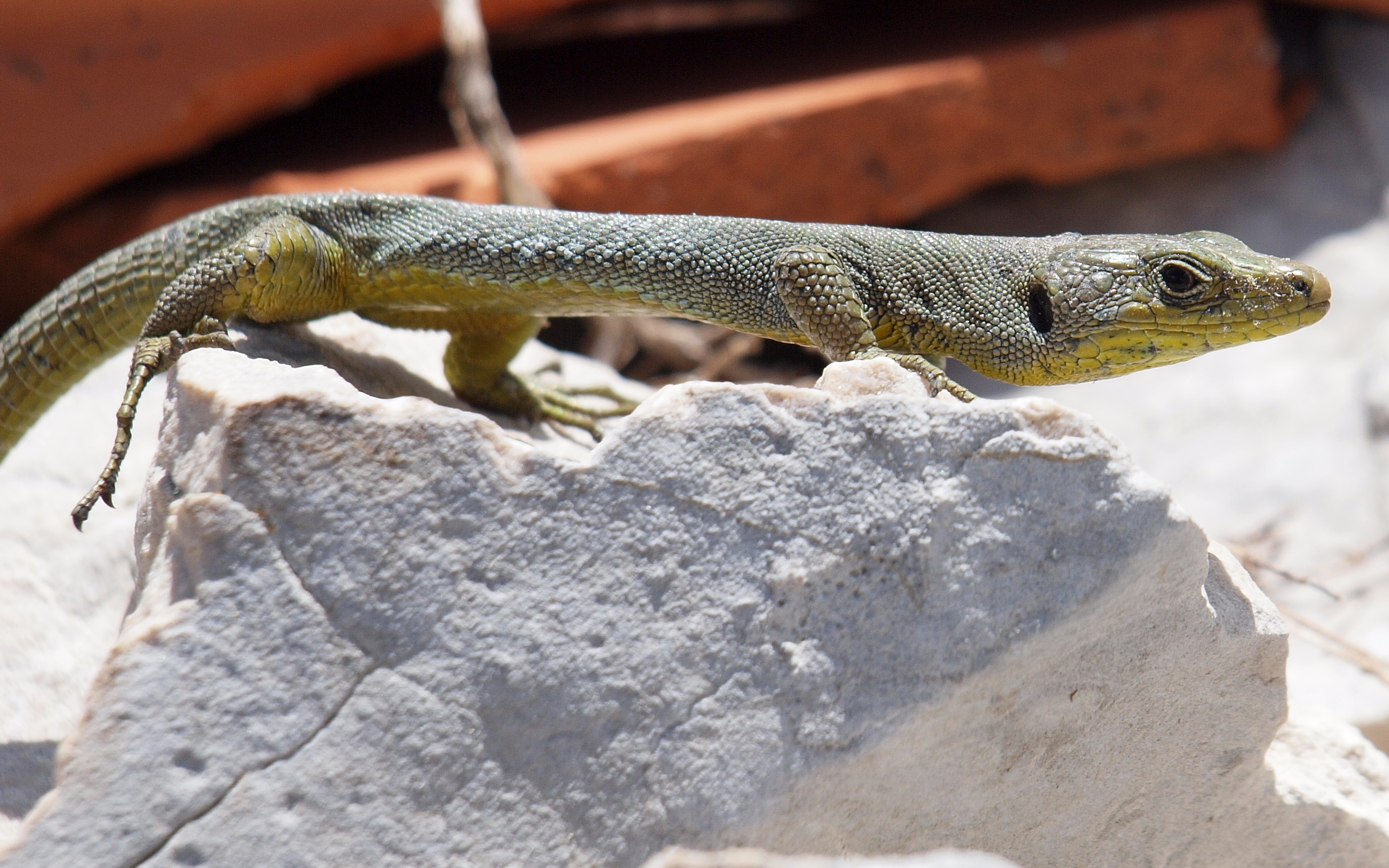
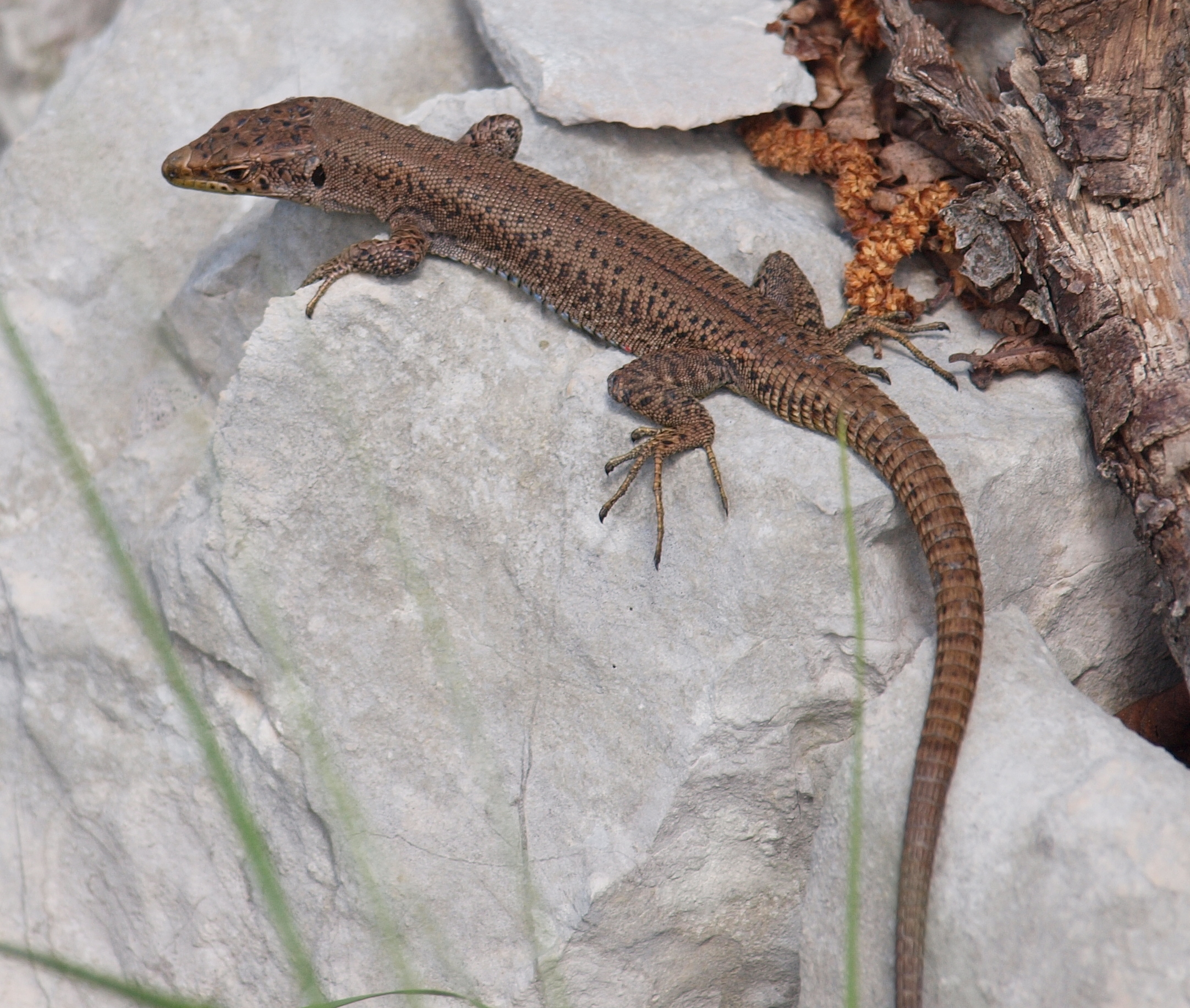